# Элиезер из Тука
Элиезер из Тука (ивр. אליעזר מטוך‎ Элиэзер миТух) — тосафист (комментатор Талмуда), жил в Туке (Франция) во второй половине XIII века.
Элиезер из Тука обработал так называемые «Тосафот из Сана», сократив их и дополнив извлечениями из позднейших тосафистов и собственными глоссами на полях. По преданию, издаваемые совместно с Талмудом тосафот представляют именно тосафот Элиезера. Это предание следует, однако, принять с той оговоркой, что тосафот Элиезера обработаны позднейшими компиляторами до того, как они были изданы рабби Гершоном Сончино как «Тосафот Тука».
Элиезер из Тука написал комментарий к Ветхому Завету, имеющийся в рукописном отделе в Парижской национальной библиотеке (№ 1216).